# 엘리프 죄첸콜
엘리프 죄첸콜(독일어: Elif Sözen-Kohl, 1969년 ~ )은 런던과 스위스에 사는 튀르키계 독일인 은행가이다. 그녀는 독일의 총리 헬무트 콜의 차남 페터 콜과 결혼했다.